# Idrettslaget Stjørdals-Blink 2020
Questa voce raccoglie le informazioni riguardanti l'Idrettslaget Stjørdals-Blink nelle competizioni ufficiali della stagione 2020.

## Stagione
Lo Stjørdals-Blink ha conquistato la promozione in 1. divisjon al termine del campionato 2019, quando la squadra si è aggiudicata la vittoria finale nel proprio raggruppamento.
A causa della pandemia di COVID-19, il 12 marzo 2020 è stato reso noto che la Norges Fotballforbund aveva inizialmente rinviato l'inizio dell'attività calcistica al 15 aprile. A seguito della decisione del ministero della cultura di vietare la ripresa delle attività fino al 15 giugno, i calendari del campionato sono stati ancora rimodulati. Il 19 maggio, il ministro della cultura Abid Raja ha confermato che la 1. divisjon sarebbe ricominciata la prima settimana di luglio. Il 12 giugno, Raja ha reso noto che sarebbe stata permessa una capienza massima di 200 spettatori. Dal 30 settembre, la capienza è stata aumentata a 600 spettatori, negli impianti dove potesse essere garantita la distanza interpersonale.
Il 10 settembre 2020, la Norges Fotballforbund – dopo diversi rinvii – ha dovuto annullare l'edizione stagionale del Norgesmesterskapet, a causa dell'impossibilità di disputare tutte le partite previste a causa della condensazione del calendario del campionato. Anche il calciomercato è stato organizzato quindi diversamente, con una sessione estiva e una autunnale.
Lo Stjørdals-Blink ha chiuso il campionato al 14º posto, dovendo pertanto raggiungere la salvezza attraverso le qualificazioni alla 1. divisjon: nel doppio confronto con l'Asker, club proveniente dalla 2. divisjon, ha avuto la meglio col punteggio complessivo di 6-1 (3-0 l'andata in casa, 1-3 in trasferta). Lasse Bransdal e Sondre Stokke sono stati i calciatori più utilizzati in stagione, a quota 32 presenze; Mats Lillebo è stato invece il miglior marcatore della squadra con le sue 16 reti.

## Maglie e sponsor
Lo sponsor tecnico per la stagione 2020 è stato Umbro, mentre lo sponsor ufficiale è stato Varig Stjørdal. La divisa casalinga era composta da una maglietta a strisce verticali  in due tonalità di rosso, con pantaloncini e calzettoni neri. Quella da trasferta era invece composta da una maglietta blu con pantaloncini e calzettoni bianchi. 
| Casa | Trasferta |

## Rosa
| N. |                              | Ruolo | Calciatore        |
| -- | ---------------------------- | ----- | ----------------- |
| 1  | Trinidad e Tobago (bandiera) | P     | Nicklas Frenderup |
| 2  | Norvegia (bandiera)          | D     | Lars Ramstad      |
| 3  | Norvegia (bandiera)          | D     | Sondre Langås     |
| 4  | Norvegia (bandiera)          | D     | Anders Nygaard    |
| 5  | Norvegia (bandiera)          | C     | Vebjørn Vinje     |
| 6  | Norvegia (bandiera)          | C     | Fredrik Vinje     |
| 7  | Norvegia (bandiera)          | C     | Marius Augdal     |
| 8  | Norvegia (bandiera)          | C     | Sander Kartum     |
| 9  | Norvegia (bandiera)          | A     | Mats Lillebo      |
| 10 | Norvegia (bandiera)          | A     | Sondre Stokke     |
| 11 | Norvegia (bandiera)          | A     | Joachim Olufsen   |
| 12 | Norvegia (bandiera)          | P     | Isak Valberg      |
| 14 | Norvegia (bandiera)          | C     | Morten Strand     |
| 15 | Norvegia (bandiera)          | D     | Vegard Fiske      |
| 16 | Norvegia (bandiera)          | A     | Franklin Nyenetue |
| 16 | Norvegia (bandiera)          | D     | Arne Holter       |

| N. |                     | Ruolo | Calciatore              |
| -- | ------------------- | ----- | ----------------------- |
| 17 | Norvegia (bandiera) | C     | Andreas Pettersen       |
| 18 | Norvegia (bandiera) | C     | Håvard Kleven Lorentsen |
| 19 | Norvegia (bandiera) | C     | Tobias Hestad           |
| 20 | Norvegia (bandiera) | C     | Simen Raaen Sandmæl     |
| 21 | Svezia (bandiera)   | P     | Jonathan Johansson      |
| 22 | Norvegia (bandiera) | C     | Patrik Hjelmseth        |
| 23 | Norvegia (bandiera) | D     | Sander Kleppe Halgunset |
| 24 | Norvegia (bandiera) | C     | Iver Westerlund         |
| 25 | Norvegia (bandiera) | A     | Lasse Bransdal          |
| 26 | Norvegia (bandiera) | D     | Adan Abadala Hussein    |
| 27 | Norvegia (bandiera) | C     | Ask Tjærandsen-Skau     |
| 29 | Gambia (bandiera)   | A     | Robin Bjørnholm-Jatta   |
| 30 | Norvegia (bandiera) | A     | Jakob Römo Skille       |
| 32 | Norvegia (bandiera) | C     | Ole Kristian Rødahl     |
| 45 | Norvegia (bandiera) | C     | Karl Martin Rolstad     |

## Calciomercato

### Sessione invernale(dal 09/01 al 01/04)
| Arrivi | Arrivi                  | Arrivi  | Arrivi     |
| R.     | Nome                    | da      | Modalità   |
| ------ | ----------------------- | ------- | ---------- |
| P      | Jonathan Johansson      |         | svincolato |
| D      | Sander Kleppe Halgunset |         | svincolato |
| C      | Tobias Hestad           | Molde   | prestito   |
| C      | Patrik Hjelmseth        |         | svincolato |
| C      | Simen Raaen Sandmæl     |         | svincolato |
| C      | Morten Strand           | Nardo   | definitivo |
| C      | Fredrik Vinje           | Ranheim | definitivo |
| A      | Robin Bjørnholm-Jatta   |         | svincolato |
| A      | Mats Lillebo            | Ranheim | definitivo |
| A      | Joachim Olufsen         |         | svincolato |

| Partenze         | Partenze                 | Partenze | Partenze      |
| R.               | Nome                     | a        | Modalità      |
| ---------------- | ------------------------ | -------- | ------------- |
| P                | Daniel Hagen             |          | svincolato    |
| D                | Knut Kåre Aftret Brøndbo |          | svincolato    |
| D                | Markus Balstad Husby     |          | svincolato    |
| D                | Óttar Húni Magnússon     | Nardo    | definitivo    |
| D                | Robert Williams          | Ranheim  | definitivo    |
| C                | Andreas Lykke Strand     |          | svincolato    |
| C                | Sondre Sørløkk           | Ranheim  | fine prestito |
| C                | Jakob Tromsdal           | Ranheim  | fine prestito |
| A                | Sivert Solli             | Ranheim  | fine prestito |
| Altre operazioni |                          |          |               |
| R.               | Nome                     | da       | Modalità      |
| C                | Fredrik Vinje            | Ranheim  | fine prestito |
| A                | Mats Lillebo             | Ranheim  | fine prestito |

### Sessione estiva(dal 10/06 al 30/06)
| Arrivi | Arrivi         | Arrivi | Arrivi     |
| R.     | Nome           | da     | Modalità   |
| ------ | -------------- | ------ | ---------- |
| C      | Arne Holter    | Nardo  | definitivo |
| A      | Lasse Bransdal |        | svincolato |

| Partenze | Partenze | Partenze | Partenze |
| R.       | Nome     | a        | Modalità |
| -------- | -------- | -------- | -------- |

### Sessione autunnale(dall'08/09 al 05/10)
| Arrivi | Arrivi                  | Arrivi     | Arrivi     |
| R.     | Nome                    | da         | Modalità   |
| ------ | ----------------------- | ---------- | ---------- |
| D      | Adan Abadala Hussein    | Bodø/Glimt | prestito   |
| D      | Sondre Langås           | Ranheim    | prestito   |
| C      | Håvard Kleven Lorentsen | Levanger   | prestito   |
| C      | Ask Tjærandsen-Skau     | Bodø/Glimt | prestito   |
| C      | Iver Westerlund         | Rosenborg  | definitivo |
| A      | Franklin Nyenetue       | Rosenborg  | definitivo |

| Partenze | Partenze    | Partenze | Partenze |
| R.       | Nome        | a        | Modalità |
| -------- | ----------- | -------- | -------- |
| C        | Arne Holter | Nardo    | prestito |

## Risultati

### 1. divisjon

#### Girone di andata
| Arbitro: | Lien |

|                 |           |                                          |
| Stokke 49’, 68’ | Marcatori | 22’ Kvande 54’ Sollie Rønning 60’ Heggem |

| Arbitro: | Huru Kellerhals |

|                                    |           |            |
| Nessø 27’ Alm 34’ G. Simenstad 83’ | Marcatori | 53’ Hestad |

| Arbitro: | Berg |

|                                                           |           |                       |
| Augdal 12’ Stokke 52’ Lillebo 63’ Rødahl 89’ Bransdal 90’ | Marcatori | 4’ Marklund 58’ Güven |

| Arbitro: | Hauge |

|  |           |             |
|  | Marcatori | 33’ Lillebo |

| Arbitro: | Hansen Grøtta |

|                                |           |            |
| Kartum 17’ Andresen 66’ (aut.) | Marcatori | 37’ Kaland |

| Arbitro: | Medic |

|                                                                       |           |                         |
| Olufsen 1’ (aut.) Yttergård Jenssen 47’ Andersen 65’ Ingebrigtsen 79’ | Marcatori | 25’, 31’ (rig.) Lillebo |

| Arbitro: | Moen |

|                         |           |                                 |
| Lillebo 16’ (rig.), 54’ | Marcatori | 73’ Pereira 75’ (rig.) Wichmann |

| Arbitro: | Ekeli Valen |

|  |           |             |
|  | Marcatori | 28’ Lillebo |

| Arbitro: | Higraff |

|                            |           |                       |
| Kartum 34’ Römo Skille 86’ | Marcatori | 7’ Blårud 40’ Totland |

| Arbitro: | Berg |

|                         |           |             |
| Jenssen 73’ Solberg 89’ | Marcatori | 80’ Nygaard |

| Arbitro: | S. Røvig Sletner |

|                        |           |                              |
| Bransdal 5’ Stokke 14’ | Marcatori | 11’ (rig.), 54’ (rig.) Udahl |

| Arbitro: | Bodding |

|  |           |            |
|  | Marcatori | 35’ Kartum |

| Arbitro: | Huru Kellerhals |

|  |           |                 |
|  | Marcatori | 49’ M. Pedersen |

| Arbitro: | Higraff |

|           |           |                    |
| Hauge 85’ | Marcatori | 90’ (rig.) Lillebo |

| Arbitro: | H. Røvig Sletner |

|                                                                           |           |                                         |
| Lillebo 18’ (rig.) Stokke 28’ Kartum 59’ Fiske 71’ Landu Landu 73’ (aut.) | Marcatori | 3’, 13’, 24’ Retsius Grødem 51’ Eriksen |

#### Girone di ritorno
| Arbitro: | Medic |

|                              |           |                       |
| Ndour 52’ Eid 53’ Blårud 59’ | Marcatori | 30’ Kartum 48’ Augdal |

| Arbitro: | Sinnes |

|                                       |           |               |
| Lillebo 4’, 42’ Kartum 33’ Stokke 78’ | Marcatori | 89’ Sigurdsen |

| Arbitro: | Lien |

|                   |           |                        |
| Strømnes 18’, 76’ | Marcatori | 33’ Rødahl 88’ Lillebo |

| Arbitro: | Ekeli Valen |

|              |           |                                                                           |
| Nyenetue 87’ | Marcatori | 23’ Melgalvis Andreassen 48’ Kallevåg 54’ Lehne Olsen 60’ (rig.) Kairinen |

| Arbitro: | Berg |

|                            |           |                      |
| Nilsen Tangen 2’ Udahl 29’ | Marcatori | 90’ Kleven Lorentsen |

| Arbitro: | Hauge |

|           |           |                               |
| Fiske 61’ | Marcatori | 19’ Ødemarksbakken 45’ Sundli |

| Arbitro: | Koløy |

|                                                                  |           |                        |
| Lillebo 37’ (rig.), 76’ Tjærandsen-Skau 40’ Kleven Lorentsen 72’ | Marcatori | 17’ Antonsen 44’ Azemi |

| Arbitro: | Higraff |

|                             |           |                  |
| Karlsen 7’ (rig.) Tønne 15’ | Marcatori | 24’, 29’ Lillebo |

| Arbitro: | Bodding |

|                         |           |                                              |
| Bransdal 8’ Olufsen 80’ | Marcatori | 30’ Cornic 39’ P. Mankowitz 45’ Elsebutangen |

| Arbitro: | Tennøy |

|                                                  |           |              |
| Ekeland 6’ Retsius Grødem 16’, 90’ Sleveland 36’ | Marcatori | 70’ Bransdal |

| Arbitro: | Sinnes |

|                 |           |            |
| T. Naustdal 16’ | Marcatori | 26’ Rødahl |

| Stjørdal 15 novembre 2020, ore 15:30 27ª giornata | Stjørdals-Blink  | 0 – 0 referto | Øygarden | MUS Stadion Sandskogan (200 spett.)\| Arbitro: \| S. Røvig Sletner \| |
| Arbitro:                                          | S. Røvig Sletner |               |          |                                                                       |

| Arbitro: | H. Røvig Sletner |

|                                         |           |                                 |
| Jalasto 34’ Berg Gjerstrøm 59’ Røer 90’ | Marcatori | 14’ Nygaard 90’ Tjærandsen-Skau |

| Arbitro: | Berg |

|  |           |                    |
|  | Marcatori | 20’, 53’ Brattbakk |

| Arbitro: | Moen |

|           |           |            |
| Fandi 90’ | Marcatori | 10’ Stokke |

#### Qualificazioni alla 1. divisjon
| Arbitro: | Lien |

|                                        |           |  |
| Jones 22’ (aut.) Stokke 74’ Rødahl 86’ | Marcatori |  |

| Arbitro: | Moen |

|              |           |                                              |
| Kastrati 12’ | Marcatori | 43’ Bransdal 58’ Bjørnholm-Jatta 89’ Rolstad |

## Statistiche

### Statistiche di squadra
| Competizione           | Punti | In casa | In casa | In casa | In casa | In casa | In casa | In trasferta | In trasferta | In trasferta | In trasferta | In trasferta | In trasferta | Totale | Totale | Totale | Totale | Totale | Totale | DR |
| Competizione           | Punti | G       | V       | N       | P       | Gf      | Gs      | G            | V            | N            | P            | Gf           | Gs           | G      | V      | N      | P      | Gf     | Gs     | DR |
| ---------------------- | ----- | ------- | ------- | ------- | ------- | ------- | ------- | ------------ | ------------ | ------------ | ------------ | ------------ | ------------ | ------ | ------ | ------ | ------ | ------ | ------ | -- |
| 1. divisjon            | 33    | 15      | 5       | 4       | 6       | 32      | 31      | 15           | 3            | 5            | 7            | 20           | 28           | 30     | 8      | 9      | 13     | 52     | 59     | -7 |
| Qual. alla 1. divisjon | -     | 1       | 1       | 0       | 0       | 3       | 0       | 1            | 1            | 0            | 0            | 3            | 1            | 2      | 2      | 0      | 0      | 6      | 1      | +5 |
| Totale                 | -     | 16      | 6       | 4       | 6       | 35      | 31      | 16           | 4            | 5            | 7            | 23           | 29           | 32     | 10     | 9      | 13     | 58     | 60     | -2 |

### Andamento in campionato
| Giornata  | 1  | 2  | 3 | 4 | 5 | 6 | 7 | 8 | 9 | 10 | 11 | 12 | 13 | 14 | 15 | 16 | 17 | 18 | 19 | 20 | 21 | 22 | 23 | 24 | 25 | 26 | 27 | 28 | 29 | 30 |
| --------- | -- | -- | - | - | - | - | - | - | - | -- | -- | -- | -- | -- | -- | -- | -- | -- | -- | -- | -- | -- | -- | -- | -- | -- | -- | -- | -- | -- |
| Luogo     | C  | T  | C | T | C | T | C | T | C | T  | C  | T  | C  | T  | C  | T  | C  | T  | C  | T  | C  | C  | T  | C  | T  | T  | C  | T  | C  | T  |
| Risultato | P  | P  | V | V | V | P | N | V | N | P  | N  | V  | P  | N  | V  | P  | V  | N  | P  | P  | P  | V  | N  | P  | P  | N  | N  | P  | P  | N  |
| Posizione | 10 | 12 | 8 | 7 | 5 | 6 | 7 | 3 | 6 | 7  | 9  | 8  | 8  | 8  | 7  | 7  | 6  | 6  | 7  | 8  | 10 | 7  | 9  | 9  | 10 | 11 | 11 | 12 | 14 | 14 |

Fonte:  OBOS-ligaen 2020, su altomfotball.no, Altomfotball.
Legenda:

Luogo: C = Casa; T = Trasferta. Risultato: V = Vittoria; N = Pareggio; P = Sconfitta.

### Statistiche dei giocatori
| Giocatore           | 1. divisjon | 1. divisjon | 1. divisjon | 1. divisjon | Coppa nazionale | Coppa nazionale | Coppa nazionale | Coppa nazionale | Coppe europee | Coppe europee | Coppe europee | Coppe europee | Qual. alla 1. divisjon | Qual. alla 1. divisjon | Qual. alla 1. divisjon | Qual. alla 1. divisjon | Totale   | Totale | Totale      | Totale     |
| Giocatore           | Presenze    | Reti        | Ammonizioni | Espulsioni  | Presenze        | Reti            | Ammonizioni     | Espulsioni      | Presenze      | Reti          | Ammonizioni   | Espulsioni    | Presenze               | Reti                   | Ammonizioni            | Espulsioni             | Presenze | Reti   | Ammonizioni | Espulsioni |
| ------------------- | ----------- | ----------- | ----------- | ----------- | --------------- | --------------- | --------------- | --------------- | ------------- | ------------- | ------------- | ------------- | ---------------------- | ---------------------- | ---------------------- | ---------------------- | -------- | ------ | ----------- | ---------- |
| M. Augdal           | 22          | 2           | 0           | 0           |                 |                 |                 |                 |               |               |               |               | 0                      | 0                      | 0                      | 0                      | 22       | 2      | 0           | 0          |
| R. Bjørnholm-Jatta  | 21          | 0           | 4           | 0           |                 |                 |                 |                 |               |               |               |               | 2                      | 1                      | 0                      | 0                      | 23       | 1      | 4           | 0          |
| B. Bransdal         | 30          | 4           | 3           | 0           |                 |                 |                 |                 |               |               |               |               | 2                      | 1                      | 0                      | 0                      | 32       | 5      | 3           | 0          |
| V. Fiske            | 27          | 2           | 3           | 0           |                 |                 |                 |                 |               |               |               |               | 1                      | 0                      | 1                      | 0                      | 28       | 2      | 4           | 0          |
| N. Frenderup        | 25          | -46         | 4           | 0           |                 |                 |                 |                 |               |               |               |               | 2                      | -1                     | 1                      | 0                      | 27       | -47    | 5           | 0          |
| T. Hestad           | 12          | 1           | 1           | 0           |                 |                 |                 |                 |               |               |               |               | 0                      | 0                      | 0                      | 0                      | 12       | 1      | 1           | 0          |
| S. Kleppe Halgunset | 4           | 0           | 0           | 0           |                 |                 |                 |                 |               |               |               |               | 1                      | 0                      | 0                      | 0                      | 5        | 0      | 0           | 0          |
| P. Hjelmseth        | 15          | 0           | 0           | 0           |                 |                 |                 |                 |               |               |               |               | 0                      | 0                      | 0                      | 0                      | 15       | 0      | 0           | 0          |
| A. Holter           | 3           | 0           | 0           | 0           |                 |                 |                 |                 |               |               |               |               | -                      | -                      | -                      | -                      | 3        | 0      | 0           | 0          |
| A. Hussein          | 3           | 0           | 0           | 0           |                 |                 |                 |                 |               |               |               |               | 0                      | 0                      | 0                      | 0                      | 3        | 0      | 0           | 0          |
| J. Johansson        | 6           | -13         | 1           | 0           |                 |                 |                 |                 |               |               |               |               | 0                      | 0                      | 0                      | 0                      | 6        | -13    | 1           | 0          |
| S. Kartum           | 28          | 6           | 7           | 0           |                 |                 |                 |                 |               |               |               |               | 2                      | 0                      | 1                      | 0                      | 30       | 6      | 8           | 0          |
| H. Kleven Lorentsen | 11          | 2           | 1           | 0           |                 |                 |                 |                 |               |               |               |               | 2                      | 0                      | 0                      | 0                      | 13       | 2      | 1           | 0          |
| S. Klingen Langås   | 5           | 0           | 2           | 0           |                 |                 |                 |                 |               |               |               |               | 0                      | 0                      | 0                      | 0                      | 5        | 0      | 2           | 0          |
| M. Lillebo          | 25          | 16          | 1           | 0           |                 |                 |                 |                 |               |               |               |               | 2                      | 0                      | 0                      | 0                      | 27       | 16     | 1           | 0          |
| F. Nyenetue         | 9           | 1           | 0           | 0           |                 |                 |                 |                 |               |               |               |               | 1                      | 0                      | 0                      | 0                      | 10       | 1      | 0           | 0          |
| A. Nygaard          | 27          | 2           | 7           | 0           |                 |                 |                 |                 |               |               |               |               | 2                      | 0                      | 1                      | 0                      | 29       | 2      | 8           | 0          |
| J. Olufsen          | 15          | 1           | 0           | 0           |                 |                 |                 |                 |               |               |               |               | 2                      | 0                      | 0                      | 0                      | 17       | 1      | 0           | 0          |
| A. Pettersen        | 1           | 0           | 0           | 0           |                 |                 |                 |                 |               |               |               |               | 0                      | 0                      | 0                      | 0                      | 1        | 0      | 0           | 0          |
| S. Raaen Sandmæl    | 12          | 0           | 1           | 0           |                 |                 |                 |                 |               |               |               |               | 1                      | 0                      | 0                      | 0                      | 13       | 0      | 1           | 0          |
| L. Ramstad          | 15          | 0           | 1           | 0           |                 |                 |                 |                 |               |               |               |               | 2                      | 0                      | 0                      | 0                      | 17       | 0      | 1           | 0          |
| O. Rødahl           | 26          | 3           | 5           | 0           |                 |                 |                 |                 |               |               |               |               | 2                      | 1                      | 0                      | 0                      | 28       | 4      | 5           | 0          |
| K. Rolstad          | 18          | 0           | 2           | 0           |                 |                 |                 |                 |               |               |               |               | 1                      | 1                      | 0                      | 0                      | 19       | 1      | 2           | 0          |
| J. Römo Skille      | 12          | 1           | 0           | 0           |                 |                 |                 |                 |               |               |               |               | 1                      | 0                      | 0                      | 0                      | 13       | 1      | 0           | 0          |
| S. Stokke           | 30          | 7           | 3           | 0           |                 |                 |                 |                 |               |               |               |               | 2                      | 1                      | 0                      | 0                      | 32       | 8      | 3           | 0          |
| M. Strand           | 16          | 0           | 0           | 0           |                 |                 |                 |                 |               |               |               |               | 2                      | 0                      | 0                      | 0                      | 18       | 0      | 0           | 0          |
| A. Tjærandsen-Skau  | 11          | 2           | 0           | 0           |                 |                 |                 |                 |               |               |               |               | 1                      | 0                      | 0                      | 0                      | 12       | 2      | 0           | 0          |
| I. Valberg          | 0           | 0           | 0           | 0           |                 |                 |                 |                 |               |               |               |               | 0                      | 0                      | 0                      | 0                      | 0        | 0      | 0           | 0          |
| F. Vinje            | 6           | 0           | 1           | 0           |                 |                 |                 |                 |               |               |               |               | 0                      | 0                      | 0                      | 0                      | 6        | 0      | 1           | 0          |
| V. Vinje            | 18          | 0           | 4           | 0           |                 |                 |                 |                 |               |               |               |               | 0                      | 0                      | 0                      | 0                      | 18       | 0      | 4           | 0          |
| I. Westerlund       | 0           | 0           | 0           | 0           |                 |                 |                 |                 |               |               |               |               | 0                      | 0                      | 0                      | 0                      | 0        | 0      | 0           | 0          |